# Тем (язык)
Тем (котоколи) — один из языков гур, на котором говорит народ тем, проживающий в Того, Бенине и Гане. Большинство носителей — 234 тыс. человек (оценка 2012 года), проживает в Того (префектуры Сотубуа и Тиауджо Центральной области, префектура Агу области Плато, префектуры Ассоли и Бассар области Кара). 50 тыс. носителей язык живёт в Бенине (север страны), а ещё 53 тыс. — в Гане, в районе Аккры.

## Письменность
Письменность для тем основана на латинском алфавите.
Алфавит тем: A a, B b, C c, D d, Ɖ ɖ, E e, Ɛ ɛ, F f, G g, Gb gb, H h, I i, Ɩ ɩ, J j, K k, Kp kp, L l, M m, N n, Ny ny, Ŋ ŋ, Ŋm ŋm, O o, Ɔ ɔ, P p, R r, S s, T t, U u, Ʊ ʊ, V v, W w, Y y, Z z.
Высокий тон обозначается надстрочным диакритическим знаком — акутом (á é ɛ́ í ɩ́ ó ɔ́ ú ʊ́), низкий тон на письме не обозначается. Долгие гласные обозначаются путём удвоения буквы (aa).